# Scordyliodes tesselata
Scordyliodes tesselata är en fjärilsart som beskrevs av W. Warren 1904. Scordyliodes tesselata ingår i släktet Scordyliodes och familjen mätare. Inga underarter finns listade.